# Pasquale Errichelli
Pasquale Errichelli, také psán jako Erichelli nebo Enrichelli (* 1730 Neapol? – zemřel po roce 1775?) byl italský hudební skladatel.

## Život
Studoval na neapolské konzervatoři Conservatorio della Pietà dei Turchini. V roce 1747 byl jmenován varhaníkem v kapli Reale cappella del Tesoro di San Gennaro neapolské katedrály. V roce 1763 se stal prvním varhaníkem dómu.
Počínaje rokem 1753 komponoval opery pro neapolská a římská divadla. Spolu se skladatelem Giacomem Insanguinem dokončil v roce 1771 poslední operu Gian Francesca de Maja Eumene. Posledním známým působištěm Errichelliho je Sulmona, kde byl sbormistrem a kde také patrně zemřel.

## Dílo
Z jeho díla je známo 7 oper, 2 kantáty , 1 symfonie, 3 sonáty, několik koncertních árií a oratorium Gerosolina Protetta.

### Opery
- La serva astuta (opera buffa, spolupráce Gioacchino Cocchi, 1753, Neapol)
- Il finto turco (opera buffa, spolupráce Gioacchino Cocchi, libreto Antonio Palomba, 1753, Neapol)
- Issipile (opera seria, libreto Pietro Metastasio, 1754, Neapol)
- La finta 'mbreana (commedia, spolupráce Nicola Bonifacio Logroscino, libreto G. Bisceglia, 1756, Neapol)
- Solimano (opera seria, libreto Giananbrogio Migliavacca, 1757, Roma)
- Siroe (opera seria, libreto Pietro Metastasio, 1758, Neapol)
- Eumene (3. jednání) (opera seria, libreto Apostolo Zeno, 1771, Neapol)

### Další vokální skladby
- Messa in re maggiore per 4 voci e orchestra
- Gerosolina protetta (oratorium, 1778, Chieti)
- Cantata spirituale per 3 voci e orchestra
- Eccomi solo al fine (cantata per 2 voci e strumenti)
- Misero pargoletto (aria per soprano e strumenti)
- Saprei morir costante (aria per soprano e orchestra)
- koncertní árie

### Instrumentální hudba
- Sinfonia in re maggiore e orchestra
- 2 sonate a tre (in re maggiore, in fa maggiore) per 2 flauti e basso continuo
- Sonata in do maggiore per violino e basso continuo